# 알폰소 9세
알폰소 9세(Alfonso IX, 1171년 8월 15일 ~ 1230년 9월 23일 또는 9월 24일)는 레온과 카스티야의 왕이었다.

## 생애
1171년에 태어난 알폰소 9세는 1188년 페르난도 2세가 죽은 뒤 왕위에 올랐다. 그는 왕국을 통일하고 싶어, 사촌인 카스티야 왕국의 알폰소 8세와 대립하다, 1195년 알라르코스 전투에서 져, 알폰소 9세는 기회를 삼고 공격했다.

## 가족
1171년 페르난도 2세와 아폰수 1세의 딸 우라카(Urraca) 사이에서 태어났다. 테레사와 결혼해, 산차(Sancha), 페르난도(Fernando), 둘세(Dulce)를 낳았고, 또 베렝겔라랑 결혼해, 레오노르(Leonor), 콘스탄사(Constanza), 페르난도 3세(Fernando III), 알폰소(Alfonso), 베렝겔라(Berenguela) 등을 낳았다.

## 같이 보기
- 레온의 군주